# Заборье (Иркутская область)
Забо́рье — деревня в Киренском районе Иркутской области. Входит Криволукское муниципальное образование.
Находится на левом берегу Лены (в излучине реки), в 1 км к востоку от центра сельского поселения, села Кривая Лука.

## Население
| 2002 | 2010 | 2011 | 2012 |
| ---- | ---- | ---- | ---- |
| 11   | ↘10  | →10  | →10  |

## Известные жители
- Герой Советского Союза, генерал-лейтенант П. Ф. Тюрнёв.